# Ligne de Saint-Hilaire-au-Temple à Hagondange
La ligne de Saint-Hilaire-au-Temple à Hagondange est une ligne de chemin de fer française, à écartement standard et partiellement électrifiée, de la région Grand Est.
Elle constitue la ligne no 085 000 du réseau ferré national. Historiquement, elle constituait la majeure partie de la ligne 5 dans l'ancienne numérotation SNCF des lignes de la région Est.

## Historique
La ligne a été voulue par les villes de Reims et Metz passée la déception ressentie après la révélation du tracé de la ligne de Paris à Strasbourg. Elle est évoquée pour la première fois par le préfet de la Moselle, Albert-Edmond-Pierre-Stanislas Germeau, le 22 décembre 1841.
La Compagnie des chemins de fer de l'Est va longtemps s'opposer à ce projet qui concurrence sa propre ligne, avant d'en récupérer la concession en fusionnant avec la Compagnie des chemins de fer des Ardennes.
Une convention est signée le 1er mai 1863 entre le ministre des Travaux publics et la Compagnie des chemins de fer de l'Est pour la concession de la ligne. Le 11 juin suivant, l'Empereur signe un décret qui approuve la convention et déclare la ligne d'utilité publique.
Le 23 juillet 1867, la section Saint-Hilaire – Sainte-Menehould est mise en service, puis Sainte-Menehould – Aubréville le 12 août 1869 et Aubréville – Verdun le 14 avril 1870. 
La section Verdun – Conflans - Jarny est achevée le 7 juin 1873, l'ensemble de la ligne est à voie unique.
Après la guerre de 1870, le traité de Francfort, en modifiant la frontière entre l'Allemagne et la France au détriment de celle-ci, nécessite la construction d'une ligne de chemin de fer pour rétablir un lien entre le nord du nouveau département de Meurthe-et-Moselle et la ville de Nancy, son chef-lieu. La desserte de Longwy est également un paramètre important, du fait de l'importance de ses mines de fer et de ses usines sidérurgiques qui se sont retrouvées isolées par cette nouvelle configuration. La section entre Conflans - Jarny et Valleroy - Moineville s'inscrit dans cet itinéraire qui est concédé à la Compagnie des chemins de fer de l'Est par une convention signée le 17 juin 1873 entre le ministre des Travaux publics et la Compagnie. Cette convention est approuvée à la même date par une loi qui déclare la ligne d'utilité publique. Le tracé était très approximatif puisque la loi parlait d'une ligne d'un point à déterminer de la frontière belge à un point à déterminer de la vallée de la Moselle, passant ou desservant par embranchement les terrains miniers d'Hussigny et de Villerupt ainsi que la vallée de l'Orne, ainsi que les villes de Briey et Thiaucourt.
La section Conflans - Jarny – Hagondange est ouverte en plusieurs étapes entre 1879 et 1925.
La section entre Valleroy - Moineville et Homécourt-Jœuf est ouverte le 20 juillet 1882 par l'Est. Elle constitue un embranchement de la ligne de la vallée de l'Orne.
Cette ligne est doublée par une ligne privée, concédée à la société anonyme de Vezin-Aulnoye à la suite de sa demande auprès de l'État le 30 mai 1888 pour assurer la desserte minière du secteur. Cette concession est approuvée par un décret qui déclare la ligne d'utilité publique le 16 décembre 1895.
De l'autre côté, les chemins de fer d'Alsace-Lorraine réalisent une ligne partant de Hagondange jusqu'à Moyeuvre-Grande ; elle est inaugurée le 15 novembre 1888.
C'est en comblant le hiatus de moins de cinq kilomètres entre Moyeuvre-Grande et Jœuf-Homécourt qu'a été complétée la ligne sur toute sa longueur. Avant 1914, la construction de ce tronçon transfrontalier avait été interdit par l'Allemagne pour d'évidentes raisons militaires. La famille de Wendel n'avaient donc pas eu d'autre choix que de prolonger le réseau français jusqu'à la gare d'Homécourt, le transport des produits sidérurgiques de l'usine de Jœuf à la gare d'Homécourt se faisant par chevaux. Pour réduire la distance, une autre gare est créée au plus près de la frontière, la gare de Jœuf. En 1914, toutefois, les travaux sont encore loin d'être terminés.
Le 2 août 1914, soit un jour avant de déclarer la guerre à la France, l'armée allemande occupe Jœuf. Immédiatement, le génie militaire allemand démarre le chantier de raccordement de la gare de Jœuf à celle de Moyeuvre : pendant deux ans, des milliers de prisonniers russes sont affectés au percement d'un nouveau tunnel, dans le prolongement du premier creusé avant la guerre entre les gares d'Homécourt et de Jœuf.
La section Saint-Hilaire – Verdun a été mise à double voie le 10 mars 1880. Après la guerre de 1914-1918, le restant de la ligne est mis à deux voies.
La ligne est remise à voie unique entre Saint-Hilaire et Conflans - Jarny entre 1972 et 1975 et des gares intermédiaires sont fermées.
Le segment Conflans - Jarny – Hagondange a été électrifié en 25 kV – 50 Hz en deux étapes très rapprochées :
- Conflans - Jarny – Valleroy en juin 1956 (électrification Conflans - Jarny – Mancieulles)[13] ;
- Valleroy – Hagondange en juillet 1956 (électrification Valleroy – Thionville)[13].

Des associations et des élus demandent la réactivation du raccordement de Saint-Hilaire-au-Temple pour permettre la desserte des gares de Reims et de Champagne-Ardenne TGV (dans le but d'offrir des correspondances avec les TGV vers ou depuis Paris-Est).

## Description de la ligne

### Caractéristiques
La voie présente un tracé avec de fortes rampes de 15 ‰ et des courbes de 300 m de rayon. Les circulations voyageurs sont limitées à 90 km/h et moins et le fret à 70, 80 km/h parfois à 60 km/h selon les sections. Les principaux trains Grandes Lignes ont donc toujours été tracés de préférence via la ligne Paris – Strasbourg, même avant la création de la ligne de Lérouville à Metz-Ville en 1931, quand il fallait faire le détour par Frouard.

### Infrastructure
Entre Rosselange et Rombas, un saut-de-mouton permet de basculer de la circulation à gauche, en vigueur sur le réseau français, à celle à droite utilisée en Alsace-Moselle.
Le tunnel de Tavannes a été construit en 1870. Il s'agissait d'une galerie de 5 m de large et 1 200m de long. Il a été utilisé pendant la Première Guerre mondiale comme hébergement, dépôt de matériel et dépôt de munitions pour l'armée. En 1916, une explosion accidentelle a fait plusieurs centaines de morts. En 1936 (dans le cadre de la mise à deux voies de la ligne ?), une seconde galerie a été creusée quelques mètres plus au nord. C'est elle qui est aujourd'hui utilisée pour le passage de la voie. En décembre 1944 la résistance sabote l'entrée du tunnel.

### Superstructure
L'armement de la voie a été prévu assez léger, de manière à pouvoir rapidement la démonter en cas d'attaque allemande.

## Exploitation et trafic
En raison d'une faible fréquentation des autorails entre Châlons-en-Champagne et Verdun et de l'état de l'infrastructure, le trafic des voyageurs a été supprimé à partir du 15 décembre 2013 et a été remplacé par un service d'autocars. En revanche, ce tronçon de ligne resta dans un premier temps intégralement ouvert au trafic fret  puis fermé à partir de 2016 de Valmy à Sainte-Menehould, de Baleycourt à Verdun en mai 2019 à la suite de l'abandon de la desserte fret de bio-carburant au niveau de l'ancienne gare de Baleycourt. La ligne reste encore exploitée pour le fret de Saint-Hilaire-au-Temple à Valmy et ouverte à tous trafics de Verdun à Hagondange.